# ミッキー・ベイ
ミッキー・ベイ・ジュニア（Mickey Bey Jr.、1983年6月27日 - ）は、アメリカ合衆国の男性プロボクサー。オハイオ州クリーブランド出身。元IBF世界ライト級王者。

## 来歴

### アマチュア時代
2001年、全米選手権にバンタム級(54kg)で出場するが2回戦でジェイソン・リーツォーに敗退した。
2002年6月、全米選手権にフェザー級(57kg)で出場するが準決勝で敗退した。同年、ナショナル・ゴールデン・グローブにフェザー級(57kg)で出場し優勝を果たす。
2003年3月、全米選手権にバンタム級(54kg)で出場するが決勝で敗退した。同年、ナショナル・ゴールデン・グローブにフェザー級(57kg)で出場し、準々決勝でブランドン・リオスに勝利したが決勝で敗退した。
2004年2月、アテネオリンピック国内最終選考会でフェザー級(57kg)で出場しブランドン・リオスを破るが、オリンピック最終予選で1回戦敗退しオリンピック出場は出来なかった。

### プロ時代
2005年4月29日、クリーブランドのウォルステインセンターでデビュー戦を行い、初回47秒KO勝ちを収めデビュー戦を勝利で飾った。
2011年2月19日、マンダレイ・ベイ・イベント・センターでホセ・エルナンデスと対戦し、0-1（2者が76-76、74-78）の判定で引き分けた。
2013年2月2日、ザ・コスモポリタン・オブ・ラスベガスでロバート・ロドリゲスと対戦し、3回1分17秒TKO勝ちを収めたのだが、ドーピング検査でベイから30対1の高濃度のテストステロンが検出される。このためネバダ州アスレチック・コミッションから8000ドルの報酬のうち1000ドルの罰金と3ヵ月の出場停止処分を受け、試合結果もベイのTKO勝ちから無効試合に変更となった。
2013年7月19日、ハードロック・ホテル・アンド・カジノでジョン・モリーナ・ジュニアと対戦し、プロ初黒星となる10回2分1秒TKO負けを喫した。
2014年9月13日、MGMグランド・ガーデン・アリーナでIBF世界ライト級王者ミゲル・バスケスと対戦し、番狂わせとなる12回2-1（115-113、119-109、113-115）の判定勝ちを収め、王座獲得に成功した。
IBF世界ライト級1位のデニス・シャフィコフと2015年4月30日に対戦することが一旦は決定するが、ベイが20万ドルのファイトマネーに不満を示し試合を拒否したため、IBFが入札を同年4月14日に開催することを決定した。
2015年4月14日、入札が開催されトップランク社が78,000ドルで落札。ファイトマネーの分配は王者のベイが58,500ドル、挑戦者のシャフィコフが19,500ドルとなった。
2015年6月26日、ベイがIBF世界ライト級王座を返上した。
2015年7月18日、ザ・ベネチアン・マカオ内にあるコタイ・アリーナでIBF世界ライト級1位のデニス・シャフィコフと対戦する予定だったが、ベイがIBF世界ライト級王座を返上した為、試合は中止となった。
2016年6月3日、フロリダ州ハリウッドのセミノール・ハードロック・ホテル・アンド・カジノ内ハード・ロック・ライブでIBF世界ライト級王者のランセス・バルテレミーと対戦し、12回1-2（111-117、117-110、111-116）の判定負けを喫し王座返り咲きに失敗した。
2019年12月14日、ニューヨークのマディソン・スクエア・ガーデンでジョージ・カンボソス・ジュニアと対戦し、判定負け
2022年8月12日、アリゾナ州のフィンドレー・トヨタ・センターで行われる興行のメインイベントでテヴィン・ファーマーとの対戦が組まれ、興行が始まり前座の試合が開始されていた中、ベイはファーマーと共にファイトマネーの未払いを理由に試合出場をキャンセルした。

## 獲得タイトル
- IBF世界ライト級王座（防衛0⇒返上）